# Salle des Empereurs (Louvre)
 (août 2024).
Si vous disposez d'ouvrages ou d'articles de référence ou si vous connaissez des sites web de qualité traitant du thème abordé ici, merci de compléter l'article en donnant les références utiles à sa vérifiabilité et en les liant à la section « Notes et références ».
La salle des Empereurs  est l'une des salles de la collection d'antiquités romaines du Louvre. Elle ne doit pas son nom à la grande fresque du plafond mais à deux peintures aux extrémités de la salle.

## Histoire de la salle
En 1595, l'architecte Louis Métezeau fait construire la Grande Galerie pour relier le Louvre au palais des Tuileries. À l'extrémité est, il crée une nouvelle salle, l'actuelle salle 414 du Louvre. Le premier nom de cette salle est Salle des Ambassadeurs, puis salle des Antiquités en raison des statues antiques de la collection royale qui y sont placées. À l'époque de Métezeau, le sol et les murs étaient recouverts de marbre polychrome des Pyrénées, au plafond des peintures en noir et blanc et des camées de Jacob Bunel.
Peu de temps après le départ de Louis XIV pour Versailles, les statues exposées dans la salle des Antiquités sont transportées dans divers palais royaux. La salle elle-même change de fonction à plusieurs reprises, notamment en servant de salle de réception pour le procureur général du roi.
Depuis 1800, le rez-de-chaussée est à nouveau dédié à l'exposition de statues antiques. Des statues italiennes sont placées dans la salle des ambassadeurs reconstruite, y compris la statue de l'Apollon du Belvédère et le Laocoon pris au Vatican en 1797.
Sous Napoléon III, entre 1865 et 1868, la salle reçoit son organisation actuelle et le nom de salle des Empereurs. Louis Matout crée au plafond la fresque l'Assemblée des Dieux et sur les dessus-de-portes, François Victor Eloi Biennourry peint l'Empire romain à l'extrémité ouest et l'Empire français à l'extrémité est,. Les médaillons en stuc au plafond du sculpteur Duchoiselle représentent des scènes de la vie d'Auguste, Jules César, Charlemagne et Napoléon Ier.

Salle des Empereurs
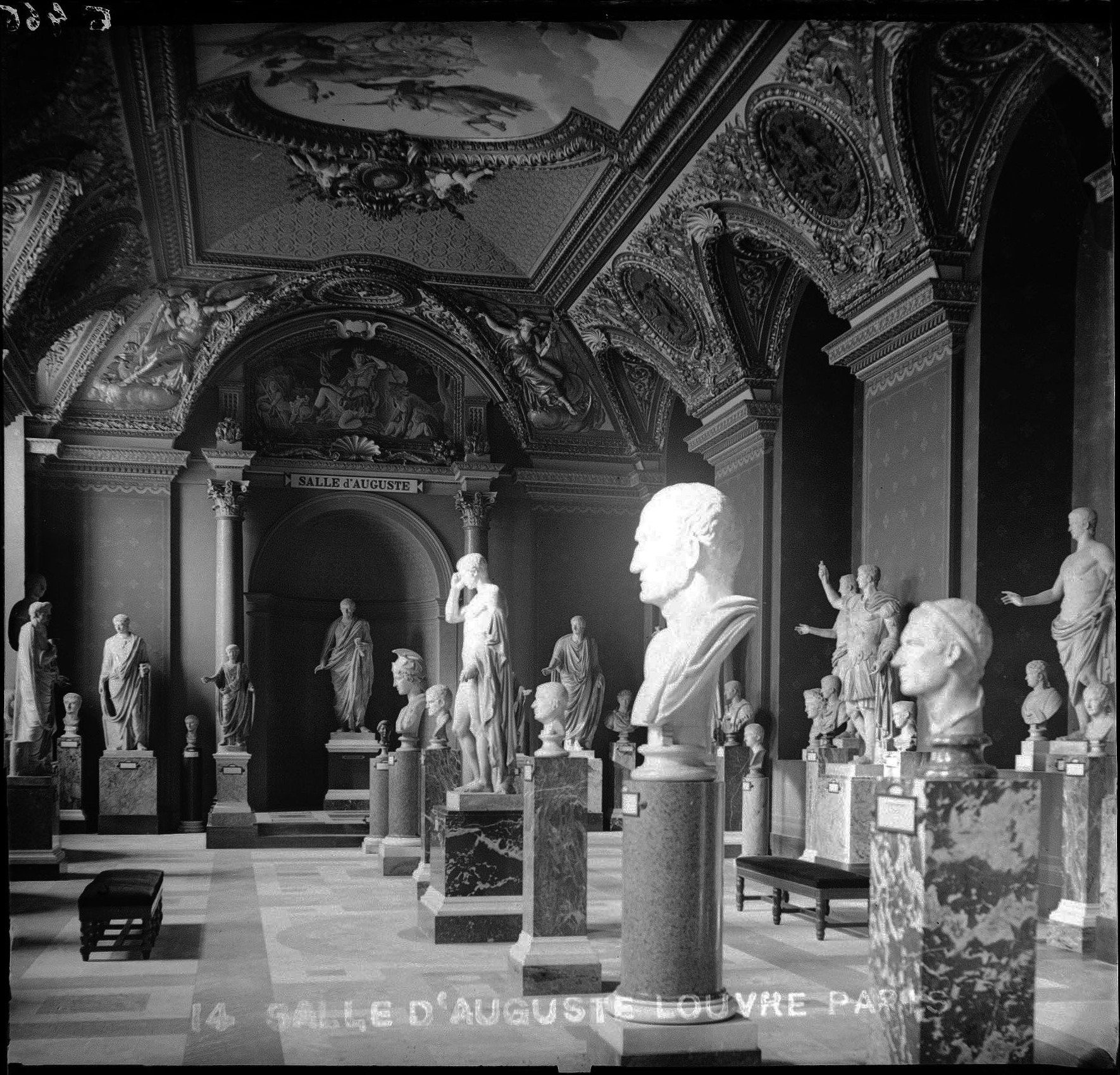
La salle des Empereurs au début du XXe siècle.
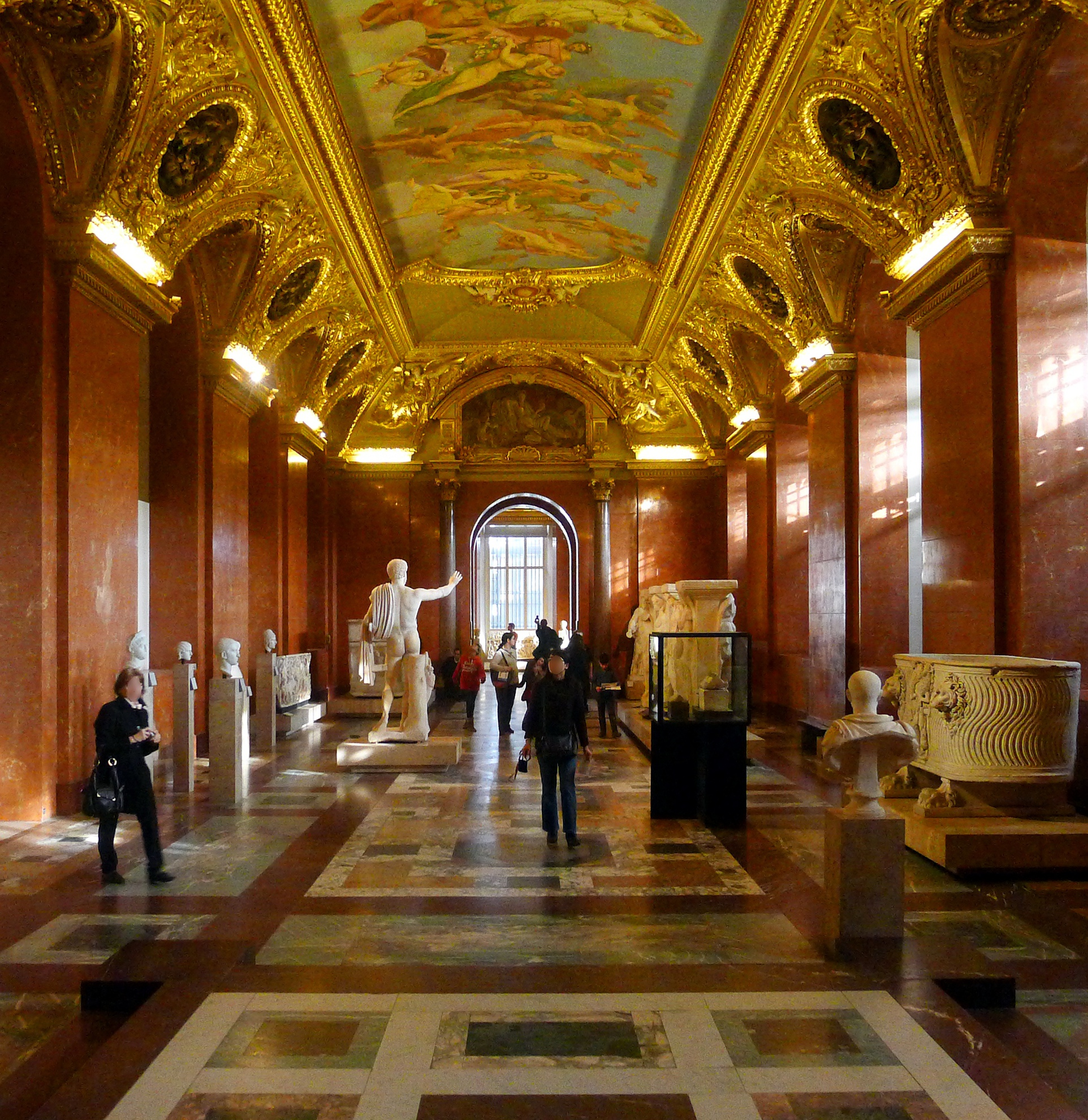
Vue récente.
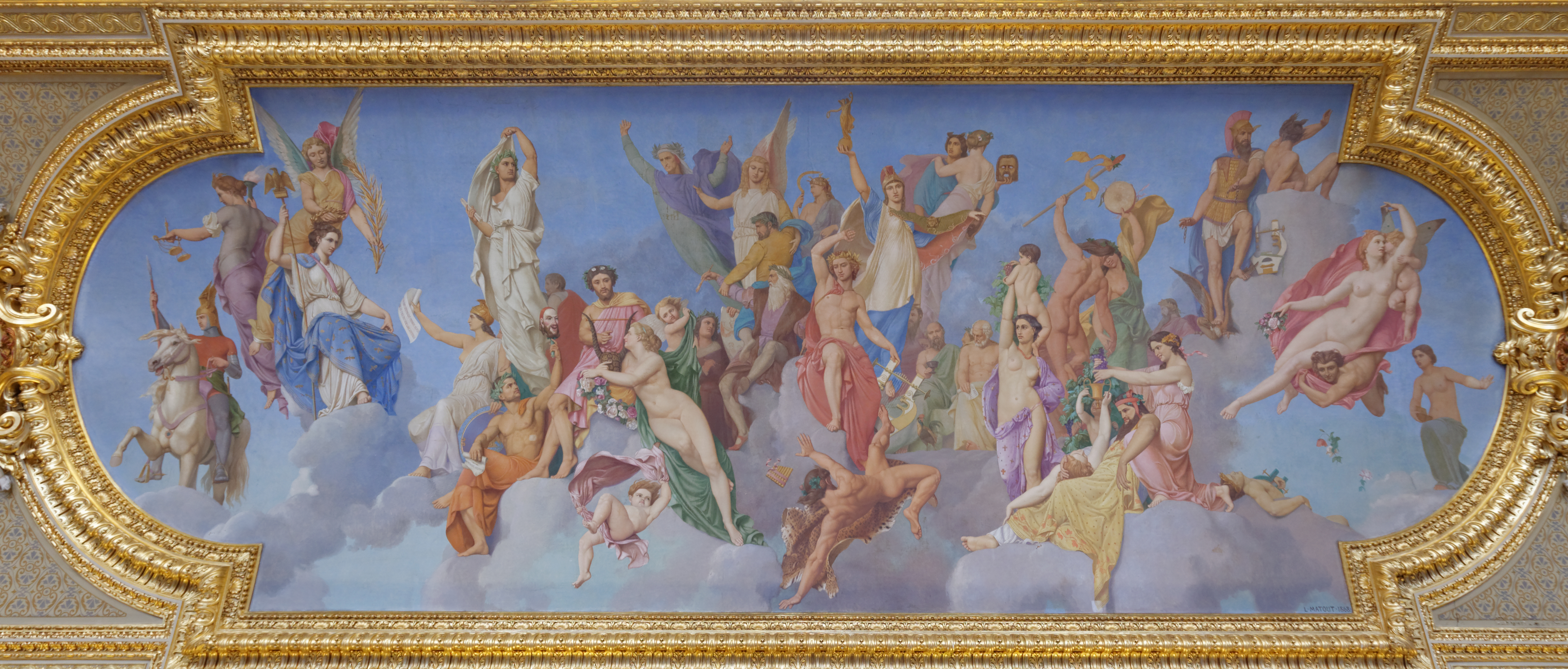
L'Assemblée des Dieux au plafond de la salle.
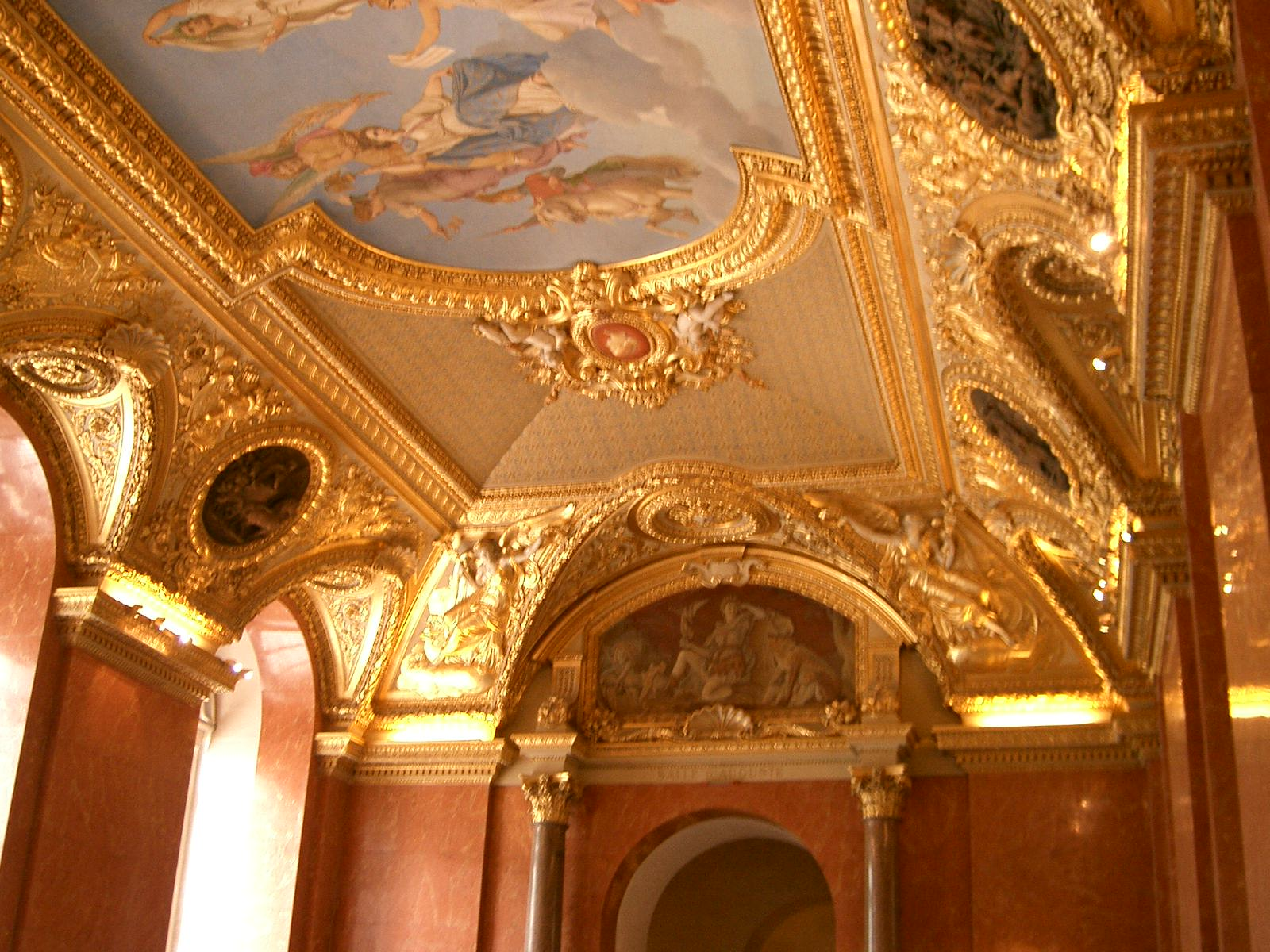
Détail du plafond et tympan avec l'Empire romain.

## Collections
Actuellement, la salle 414 du Louvre est utilisée pour exposer les antiquités romaines de la dynastie des Sévères, 193-235 apr. J.-C.

Collection du Louvre : La Dynastie des Sévères
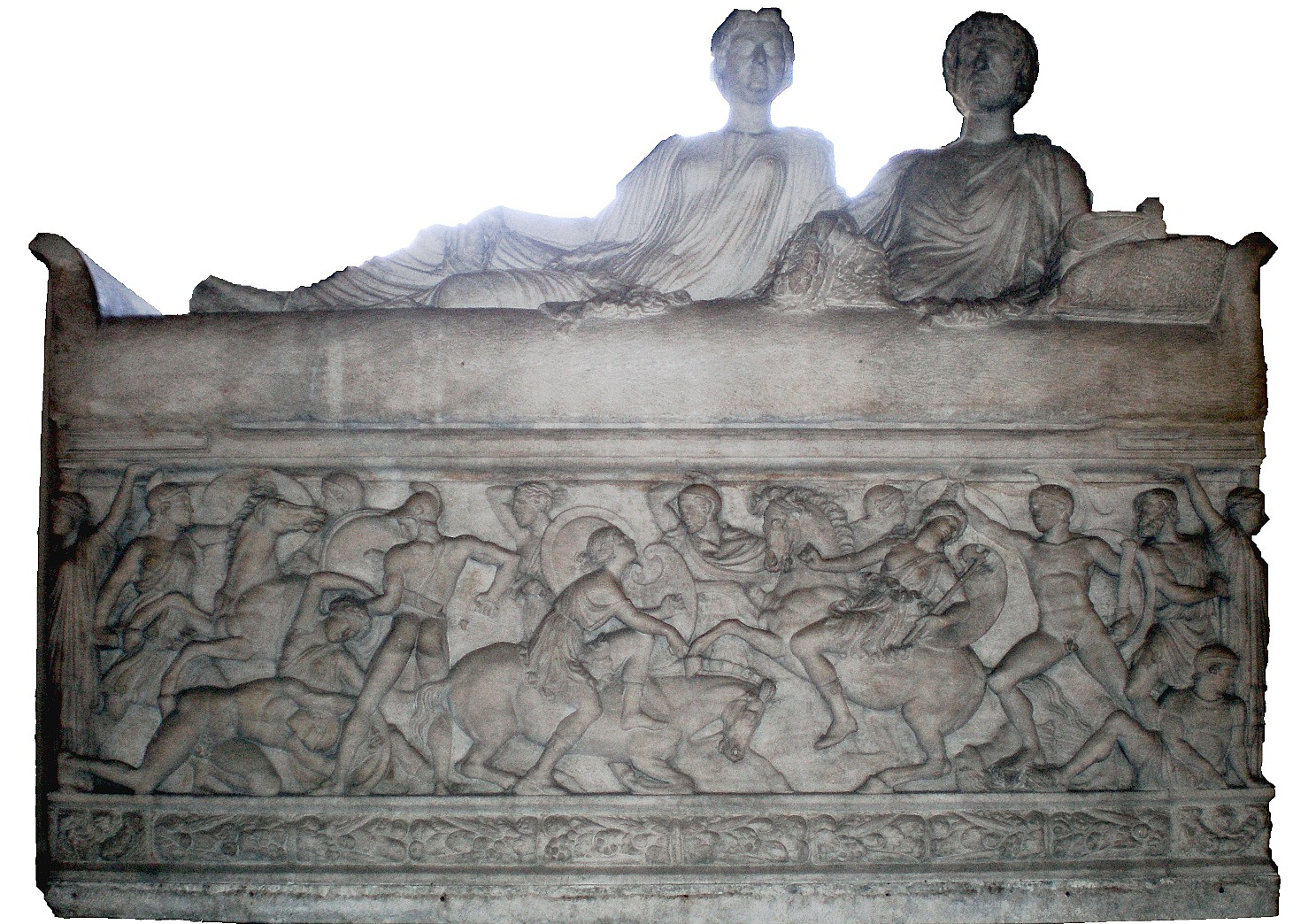
Sarcophage avec scène de combat contre les Amazones.
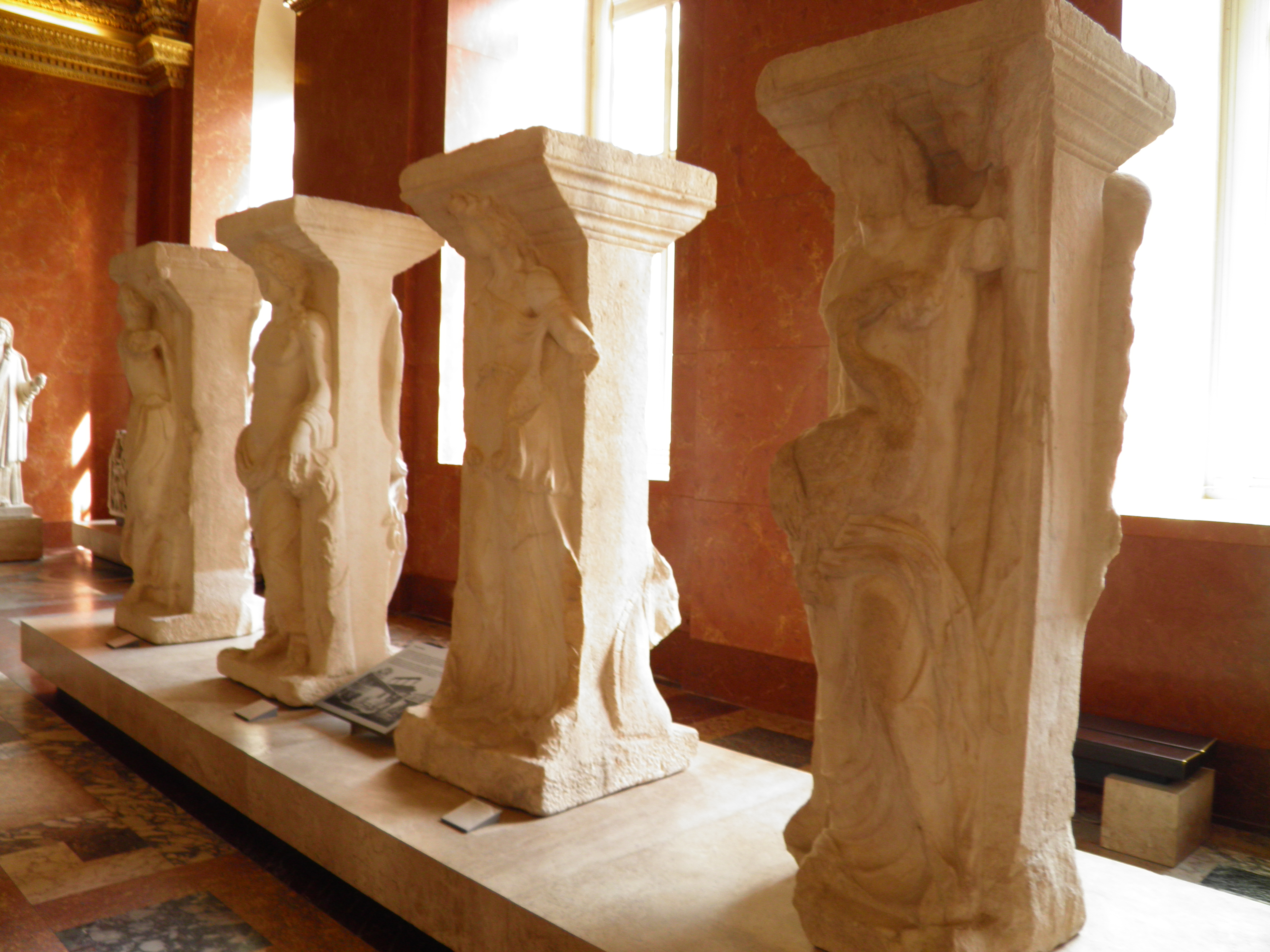
Les piliers las Incantadas.
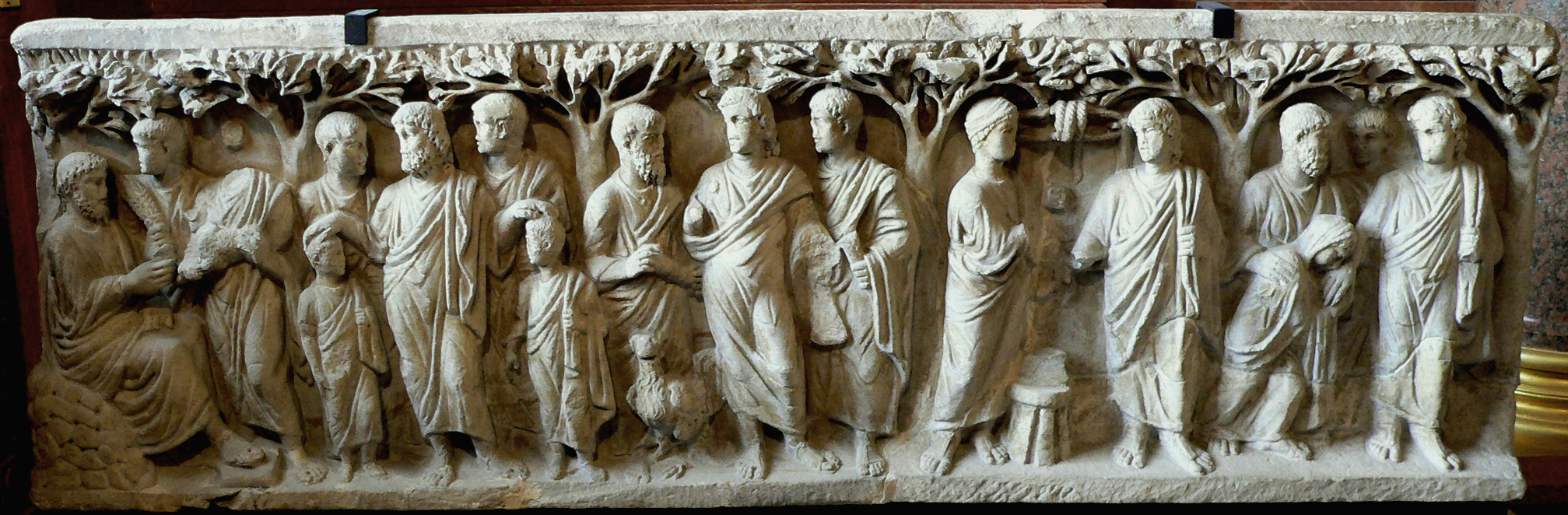
Sarcophage avec scènes du Nouveau Testament biblique.

### Dessus-de-porte de l'Empire romain (1865)

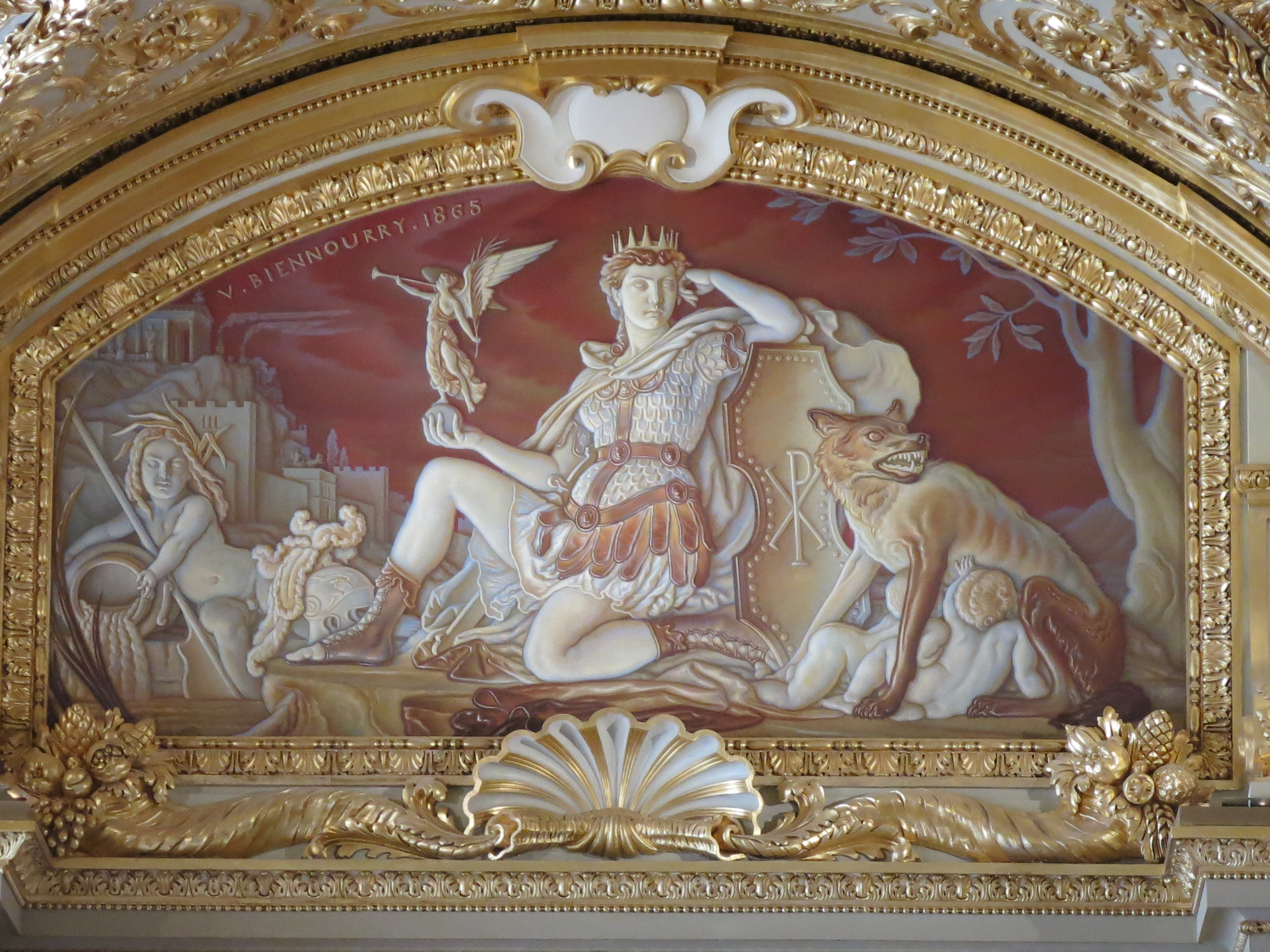
Dessus-de-porte avec allégorie de l'Empire romain

Il s'agit du tympan ouest de la salle, peint en trompe-l'œil de camée en agate. L'allégorie de l'Empire romain ou de la Rome impériale prend la forme d’une femme vêtue d’une cuirasse d’imperator. Elle est assise, le genou gauche replié, et s'appuie du bras gauche sur un bouclier orné d'un chrisme. De la main droite, elle tient une Victoire. À gauche, un enfant incarne le fleuve Tibre, allongé devant le Capitole ; à droite, la louve romaine allaite Romulus et Rémus sous un laurier.

### Dessus-de-porte de l'Empire français (1865)

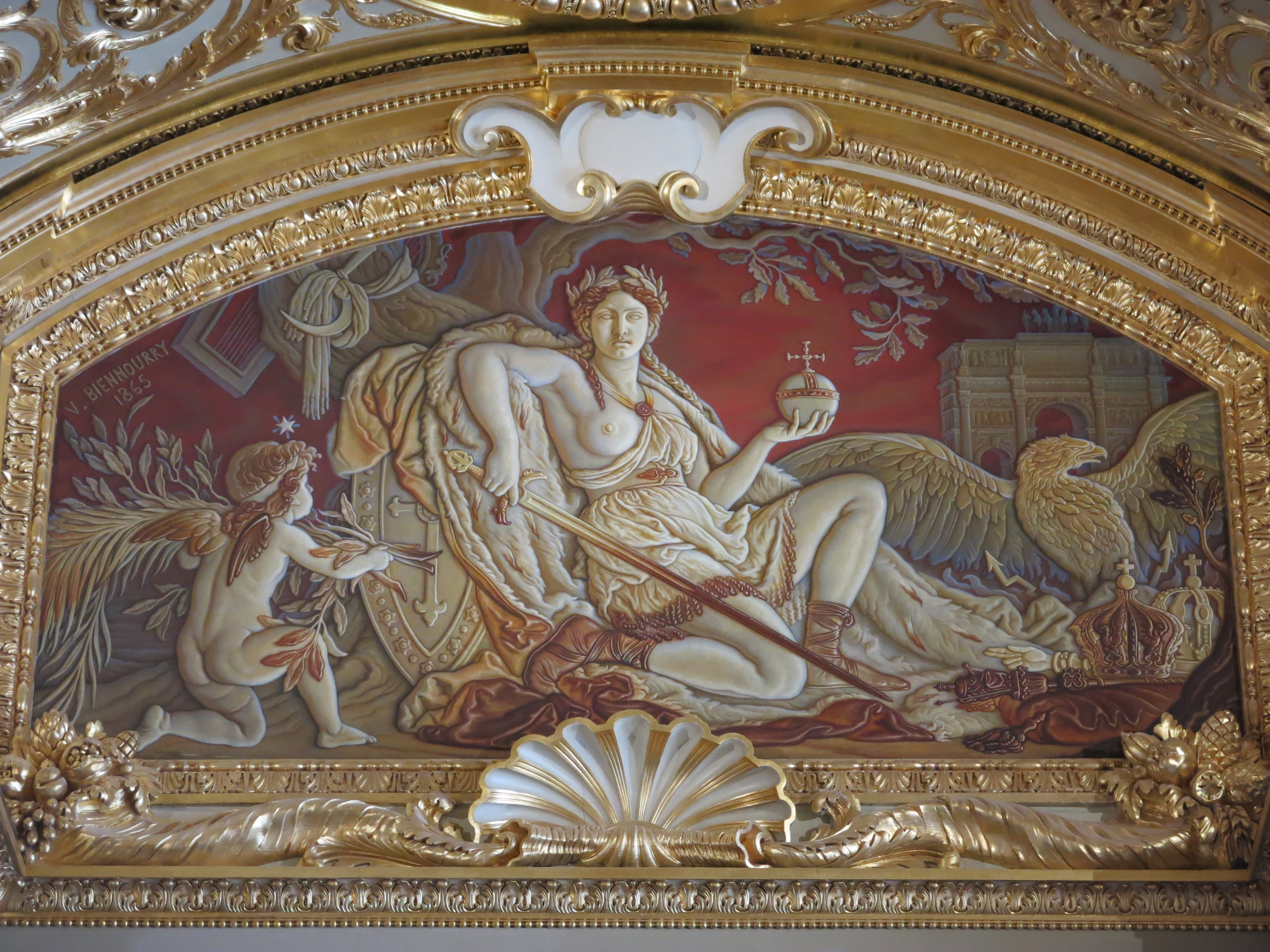
Dessus-de-porte avec allégorie de l'Empire français

Il s'agit du décor mural du tympan est, peint en trompe-l'œil de camée en agate. L'Allégorie de l'Empire français ou de la France impériale prend la forme d’une femme vêtue d’une tunique gauloise courte, couronnée de lauriers, assise sous un chêne auquel est suspendue une lyre. Elle porte les insignes de l’Empire français : épée, globe, manteau doublé de fourrure d’hermine. À ses pieds gît un coussin sur lequel sont posés la couronne de Napoléon III, la couronne dite de Charlemagne (fabriquée pour Napoléon Ier) et le sceptre de Charles V. L’allégorie est assise, le genou droit replié, et s'appuie du bras droit sur un bouclier orné d'une croix chrétienne. À gauche un petit génie  lui apporte des feuilles de palmier et des rameaux de laurier, symboles de victoire. À droite apparaît l’aigle impériale aux ailes déployées, le foudre entre ses serres ; en arrière-plan, on reconnaît l’arc de triomphe du Carrousel.